# Naji al-Ali
Naji Salim Hussain al-Ali (Arabisch: ناجي سليم العلي - Nājī Salīm al-‘Alī) (Al-Shajara, ca. 1936 - Londen, 29 augustus 1987) was een Palestijns cartoonist.

## Biografie
Al-Ali werd geboren in Al-Shajara, een Palestijns dorp in Galilea, in 1936 of 1937. Tijdens de Arabisch-Israëlische Oorlog van 1948 kwam hij samen met zijn familie terecht in het vluchtelingenkamp Ain al-Helweh in Libanon. Gefrustreerd door de politieke situatie, begon hij al snel deel te nemen aan protestmarsen en demonstraties. Hierdoor belandde hij meermaals in de gevangenis.
Eind jaren 1950 begon al-Ali politieke tekeningen te maken. Hij volgde korte tijd les aan een kunstacademie in Libanon, maar kon het inschrijvingsgeld al snel niet meer betalen. In 1963 verhuisde hij een eerste keer naar Koeweit, waar hij tot 1971 woonde. Hij keerde vervolgens terug naar Libanon en ging aan de slag bij de krant as-Safir.
Al-Ali was vooral gekend voor zijn kritische tekeningen over het regime in Palestina en de situatie in het Midden-Oosten. Zijn cartoons zetten kwaad bloed bij heel wat mensen en al-Ali ontving dan ook meerdere doodsbedreigingen. Aangezien hij vreesde voor zijn leven, trok al-Ali in 1983 opnieuw naar Koeweit, waar hij in 1985 uitgezet werd. Hij vestigde zich uiteindelijk in London, waar hij werkte voor de Koeweitse krant Al-Qabas. Op 22 juli 1987 werd hij op weg naar zijn werk neergeschoten. Hij belandde in een coma en overleed op 29 augustus van datzelfde jaar.

## Werk

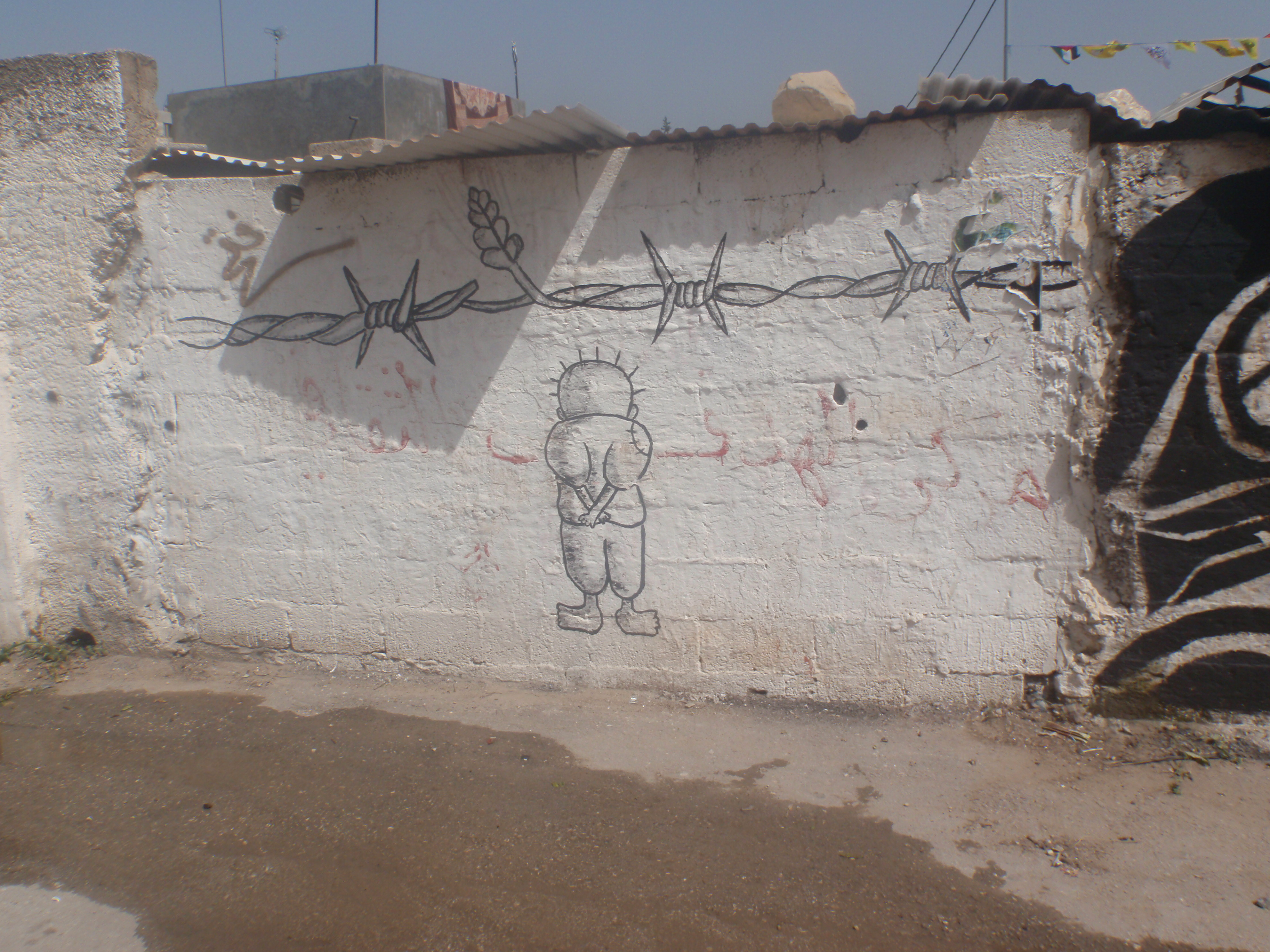
Graffiti van Handala in Bil'in

Al-Ali was de geestelijke vader van Handala (ook wel Hanthala of Hanzala genoemd). Hij tekende het jongetje, een tienjarige vluchteling, voor het eerst in 1969, tijdens zijn verblijf in Koeweit. Handala, die volgens al-Ali zelf symbool stond voor 'de eerlijke Palestijn waar mensen altijd aan zullen denken', werd al snel een vaste waarde in zijn cartoons.
Handala figureerde tussen 1975 en 1987 in duizenden tekeningen. In het merendeel hiervan staat hij met zijn rug naar het publiek en is hij een stille getuige van wat zich in de cartoon afspeelt. Tot op de dag van vandaag blijft de iconische Handala voor Palestijnen een krachtig symbool en al-Ali zelf een geliefd kunstenaar.
Een bloemlezing van cartoons van al-Ali werd in 2009 gepubliceerd als A Child in Palestine. The Cartoons of Naji al-Ali. De inleiding tot dit Engelstalig boek werd geschreven door Joe Sacco, de cartoons zelf werden geduid en becommentarieerd door Abdul Hadi Ayyad en Mahmoud al-Hindi.